# Miconia cinchonaefolia
Miconia cinchonaefolia är en tvåhjärtbladig växtart som beskrevs av Dc.. Miconia cinchonaefolia ingår i släktet Miconia och familjen Melastomataceae. Inga underarter finns listade i Catalogue of Life.